# Redouan Cairo
Sergiano Herbert Cairo, beter bekend als Redouan Cairo (29 november 1982), is een Surinaams-Nederlandse kickbokser en mixed martial artist.

## Biografie
Cairo is geboren in Suriname en sport in Amsterdam. Hij won twee keer de WAKO-Pro kampioen, intercontinentaal in 2011 en als wereldkampioen in 2013. Daarnaast schreef hij nog verschillende andere titels op zijn naam. De knock-out tegen de Turkse tegenstander Ali Cenik leverde hem in 2014 de nominatie voor de "knock-out van het jaar" op.

## Titels
- Amateur
  - 2002 Nederlands amateurkampioen -86 kg
  - 2006 IFMA Wereld Muaythai-kampioen
- Professioneel
  - 2011 WAKO-Pro K-1 regels Intercontinentaal kampioen -85 kg
  - 2013 WAKO-Pro K-1 regels Wereldkampioen -94 kg
  - 2014 Real Fighters Wereldkampioen -95 kg
- Superkombat Fighting Championship
  - 2013 Superkombat World Grand Prix Tournament Runner-up
  - 2014 Nominatie knock-out van het Jaar (vs. Ali Cenik)